# Katherine Waterston
Katherine Boyer Waterston (Westminster, 3 marzo 1980) è un'attrice statunitense. 
Ha raggiunto la notorietà interpretando il ruolo di Shasta in Vizio di forma di Paul Thomas Anderson (2014) e di Chrisann Brennan nel film biografico Steve Jobs (2015).
Nel 2016 interpreta Tina Goldstein nell'adattamento cinematografico di Animali fantastici e dove trovarli, primo film tratto dall'omonima opera di J. K. Rowling e nel 2017 figura tra i protagonisti del film Alien: Covenant.
Nel 2020 interpreta la protagonista assieme a Vanessa Kirby in Il mondo che verrà di Mona Fastvold, film vincitore del Queer Lion Award alla Mostra Internazionale d'Arte Cinematografica di Venezia.

## Biografia
Katherine Boyer Waterston è nata il 3 marzo 1980, a Westminster un quartiere di Londra, da Sam Waterston, attore statunitense con origini scozzesi e Lynn Louisa Woodruff, un'ex-modella. Trascorre la sua infanzia e adolescenza in Connecticut diplomandosi alla Loomis Chaffee School nel 1998. Ha conseguito il BFA in recitazione presso la Tisch School of the Arts della New York University.
Katherine Waterston è nata in una famiglia di attori: questa infatti la professione del padre e dei suoi fratelli Elizabeth, Graham e del suo fratellastro James. Ha esordito al cinema nel film Michael Clayton (2007), mentre nel 2009 è interprete di Motel Woodstock, ottenendo in seguito alcuni ruoli di supporto in Robot and Frank (2012), Being Flynn (2012) e La scomparsa di Eleanor Rigby (2013). Nel 2013 recita in Night Moves, mentre in televisione appare nella serie TV Boardwalk Empire.
Nel 2014 recita nel film di grande successo Vizio di forma, mentre nel 2015 è la co-protagonista del thriller Queen of Earth e fa inoltre parte del cast di Steve Jobs, biopic diretto da Danny Boyle sulla vita dell'uomo chiave di Apple. Nello stesso anno viene scelta per interpretare Tina nel film Animali fantastici e dove trovarli, primo film di 5 spin-off della saga di Harry Potter, dove recita al fianco di Eddie Redmayne. Nel 2017 recita nel film Alien: Covenant, pellicola della serie di film Alien e diretto da Ridley Scott, in cui interpreta il ruolo della protagonista.

## Vita privata
Nel novembre del 2018 alla Première londinese di Animali Fantastici - I crimini di Grindelwald conferma di essere incinta del suo primo figlio.
Durante la conferenza stampa del Festival del Cinema di Venezia, nel 2020, rivela di essere stata ricoverata in ospedale dopo essere risultata positiva al COVID-19.

## Filmografia

### Cinema
- Michael Clayton, regia di Tony Gilroy (2007)
- The Babysitters, regia di David Ross (2008)
- Good Dick, regia di Marianna Palka (2008)
- Motel Woodstock, regia di Ang Lee (2009)
- Almost in Love, regia di Sam Neave (2011)
- Enter Nowhere, regia di Jack Heller (2011)
- Robot & Frank, regia di Jack Schreier (2012)
- Being Flynn, regia di Paul Weitz (2012)
- The Letter, regia di Jay Anania (2012)
- The Factory - Lotta contro il tempo (The Factory), regia di Morgan O'Neill (2012)
- Almost in Love, regia di Sam Neave (2012)
- Night Moves, regia di Kelly Reichardt (2013)
- La scomparsa di Eleanor Rigby - Lei (The Disappearance of Eleanor Rigby), regia di Ned Benson (2013)
- Manhatthan Romance, regia di Tom O'Brien (2013)
- You Must Be Joking, regia di Jake Wilson (2014)
- Glass Chin, regia di Noah Buschel (2014)
- Fluidic, regia di Jeremiah Jones (2014)
- Are You Joking?, regia di Jake Wilson (2014)
- Vizio di forma (Inherent Vice), regia di Paul Thomas Anderson (2014)
- Manhattan Romance, regia di Tom O'Brien (2014)
- Steve Jobs, regia di Danny Boyle (2015)
- Queen of Earth, regia di Alex Ross Perry (2015)
- SWOP: I sesso dipendenti (Sleeping with Other People), regia di Leslye Headland (2015)
- Animali fantastici e dove trovarli (Fantastic Beasts and Where to Find Them), regia di David Yates (2016)
- Fluidic, regia di Jeremiah Jones (2016)
- Alien: Covenant, regia di Ridley Scott (2017)
- La truffa dei Logan (Logan Lucky), regia di Steven Soderbergh (2017)
- Edison - L'uomo che illuminò il mondo (The Current War), regia di Alfonso Gomez-Rejon (2017)
- Mid90s, regia di Jonah Hill (2018)
- Animali fantastici - I crimini di Grindelwald (Fantastic Beasts: The Crimes of Grindelwald), regia di David Yates (2018)
- State Like Sleep, regia di Meredith Danluck (2019)
- Amundsen, regia di Espen Horn (2019)
- Il mondo che verrà (The World to Come), regia di Mona Fastvold (2020)
- Animali fantastici - I segreti di Silente, regia di David Yates (2022)
- Babylon, regia di Damien Chazelle (2022)
- Città d'asfalto (Black Flies), regia di Jean-Stéphane Sauvaire (2023)
- The End We Start From, regia di Mahalia Belo (2023)

### Televisione
- Deadline - serie TV, 2 episodi (2000-2001)
- Americana, regia di David Schwimmer - film TV (2004)
- Boardwalk Empire - L'impero del crimine (Boardwalk Empire) – serie TV, 5 episodi (2012-2013)
- The Third Day, regia di Marc Munden e Philippa Lowthorpe – miniserie TV, 5 puntate (2020)
- Perry Mason – serie TV, 6 episodi (2023)
- Slow Horses – serie TV, episodi 3x01-3x03 (2023)
- The Agency – serie TV (2024)

## Doppiatrici italiane
Nelle versioni in italiano delle opere in cui ha recitato, Katherine Waterston è stata doppiata da:
- Francesca Manicone in Vizio di forma, Animali fantastici e dove trovarli,  La truffa dei Logan, Animali fantastici - I crimini di Grindelwald, Il mondo che verrà, Animali fantastici - I segreti di Silente, Babylon, Slow Horses, The Agency
- Valentina Mari in Steve Jobs, Edison - L'uomo che illuminò il mondo
- Roberta De Roberto in SWOP: I sesso dipendenti
- Francesca Rinaldi in Being Flynn
- Georgia Lepore in Boardwalk Empire - L'impero del crimine
- Chiara Colizzi in Alien: Covenant
- Chiara Gioncardi in The Third Day
- Martina Felli in Perry Mason
- Eleonora Reti in Città d'asfalto

## Riconoscimenti
- Satellite Award
  - 2014 – Candidatura migliore attrice non protagonista per Vizio di forma
- Independent Spirit Awards
  - 2015 – Robert Altman Award per Vizio di forma
- Teen Choice Awardss
  - 2017 – Candidatura Choice Fantasy Movie Actress per Animali Fantastici e dove trovarli
  - 2019 – Candidatura Choice Sci-Fi/Fantasy Movie Actress per Animali Fantastici - I crimini di Grindelwald
- Premi Kinéo
  - 2020 – Green & Blu Project U.N.Award